# Fläckig kungsmakrill
Fläckig kungsmakrill (Scomberomorus maculatus) är en fiskart som först beskrevs av Mitchill, 1815.  Fläckig kungsmakrill ingår i släktet Scomberomorus och familjen makrillfiskar. IUCN kategoriserar arten globalt som livskraftig. Inga underarter finns listade i Catalogue of Life.